# アンベブ
アンベブ（ポルトガル語:Companhia de Bebidas das Américas - AmBev）とは、世界的に醸造業を営むインベブの子会社で、ラテンアメリカ最大のビール、清涼飲料メーカーである。1999年7月1日、ブラーマとカンパーニャ・アンタークティカ・パウリスタという2つのビールメーカーが合併して誕生した。

## 概要
アメリカ大陸18カ国で事業を展開しており、ブラジル国内のビール市場においてはシェアの68%を占めている。主な製品としてはブラーマ、ステラ・アルトワ、スコール、ボヘミア、ポラールなどのビール類、ガラナ・アンタルチカ、スキータなどの清涼飲料がある。
アンベブは2001年よりブラジルサッカー連盟とスポンサー契約を締結しており、同社の主要製品であるガラナ・アンタルチカはサッカーブラジル代表の公式スポンサー飲料である。
ブラジルにおけるペプシ・コーラやリプトン、ゲータレードのライセンス生産、流通、販売を手がけている。